# جين بورتر (روائية)
جين بورتر (بالإنجليزية: Jane Porter)‏ (17 يناير 1776، درم في المملكة المتحدة - 24 مايو 1850، برستل في المملكة المتحدة)؛ كاتِبة وروائية بريطانية.